# Red Blooded Woman
«Red Blooded Woman» —en español: «Mujer de sangre roja»— es una canción R&B y Pop de la cantante Kylie Minogue para su álbum Body Language. También fue producida por Douglas y recibió una tibia acogida de la crítica musical. Fecha de lanzamiento en el primer trimestre de 2004, la canción alcanzó el número uno en Rumania, los cinco primeros en Australia y el Reino Unido, y entre los diez primeros Dinamarca, Irlanda y España. En los Estados Unidos, "Red Blooded Woman" fue lanzado al éxito en el Billboard Dance Charts, donde alcanzó la primera posición en el Hot Dance Airplay.

## Vídeo
El video musical de "Red Blooded Woman" fue dirigido por Jake Nava, quien ha dirigido videos de Beyoncé, Britney Spears, Mariah Carey, Kelis y las Spice Girls. Fue filmado en Los Ángeles en 2003. El video muestra a Minogue en una autopista en un atasco de tráfico. Ella sale de su auto y camina alrededor de la autopista. Minogue ingresa a otro coche y cambia su ropa interior. El vestuario ahora es un top rojo y una falda, Kylie deja el coche y sigue caminando por la autopista cuando llega la noche. Más tarde, baila delante de un camión. Durante el video, hay escenas de Minogue en un coche y realizar en un escenario con sus bailarines.

## En vivo
Tours
- Showgirl: The Greatest Hits Tour con extractos de Where the wild roses grow
- Showgirl: Homecoming Tour
- For You, For Me Tour

Especiales de TV
- Money Can't Buy

## Listado de temas
UK CD 1 and European CD single
1. «Red Blooded Woman» – 4:18
2. «Almost a Lover» – 3:40

UK CD 2
1. «Red Blooded Woman» – 4:18
2. «Cruise Control» – 4:55
3. «Slow» (Chemical Brothers Remix) – 7:03
4. «Red Blooded Woman» (Video)

UK 12" single
1. «Red Blooded Woman» (Whitey Mix) – 5:20
2. «Slow» (Chemical Brothers Remix) – 7:03
3. «Red Blooded Woman» (Narcotic Thrust Mix) – 7:10

Australia CD single
1. «Red Blooded Woman» – 4:18
2. «Cruise Control» – 4:55
3. «Almost a Lover» – 3:40
4. «Slow» (Chemical Brothers Mix) – 7:13
5. «Red Blooded Woman» (Whitey Mix) – 5:20
6. «Red Blooded Woman» (Video)

## Tabla de carteleras y puestos alcanzados

### Resultado
El 1 de marzo de 2004, "Red Blooded Woman" fue lanzado en el Reino Unido y se ubicó en el puesto número cinco de la lista de sencillos. En otros países de Europa consiguió llegar al primer puesto en Rumania, Macedonia y Estonia, al igual que Croacia(Croatian Airplay Radio Chart). LLegó al 2° lugar de Moldavia, 3° de Hungría, 3 en Luxemburgo, y mantuvo el top 10 también en Dinamarca, Irlanda, Italia y España. 
Debido a la favorable acogida de las versiones anteriores de Minogue, "Red Blooded Woman" fue lanzado en los Estados Unidos. Minogue había encontrado previamente el éxito en el baile de los clubes con "Can't Get You Out of My Head" de 2001 y en 2003 con "Slow"
"Red Blooded Woman" se convirtió en su sexta versión consecutiva para llegar a los cuarenta y superior en el Billboard Hot Dance Club Play, donde alcanzó el puesto número veinticuatro. También un buen desempeño en el Hot Dance Airplay, donde alcanzó el primer puesto. La canción sin embargo, no fue un éxito de la Billboard Hot 100, en su defecto para hacer un impacto fuera del mercado de baile.
En Asia la canción fue directo al tope de los listados en Hong Kong y Líbano. Y en Sudamérica tuvo éxito en Argentina #3 y Chile #4.

### Tabla de cartelera
| Lista                                 | Posición |
| ------------------------------------- | -------- |
| Alemania                              | 16       |
| Australia                             | 4        |
| Austria                               | 23       |
| Belga                                 | 20       |
| Dinamarca                             | 10       |
| España                                | 8        |
| Francia                               | 33       |
| Finlandia                             | 12       |
| Holanda                               | 16       |
| Hungaría                              | 3        |
| Irlanda                               | 12       |
| Italia                                | 10       |
| Nueva Zelandia                        | 19       |
| Rumania                               | 1        |
| Suecia                                | 28       |
| Suiza                                 | 15       |
| Europa Hot 100                        | 8        |
| EE. UU. Billboard Hot Dance Airplay   | 1        |
| EE. UU. Billboard Hot Dance Club Play | 24       |
| Uk Single                             | 5        |